# Городская железнодорожная линия (Берлин)

Городская железнодорожная линия на карте Берлина

Городская железнодорожная линия (нем. Berliner Stadtbahn) — железнодорожная линия в Берлине, пересекающая город с запада на восток. Соединяет Фридрихсхайн на востоке и Шарлоттенбург на западе через 11 станций, в том числе Центральный вокзал. Линия построена в 1880-е годы и на всем протяжении проходит по эстакаде, так как была проложена прямо через городские кварталы. Линия обслуживает S-Bahn, а также все виды региональных и дальних поездов.